# Дібровська сільська рада (Синельниківський район)
| Дібровська сільська рада — колишній орган місцевого самоврядування у Синельниківському районі Дніпропетровської області з адміністративним центром у с. Діброва. Сільській раді були підпорядковані населені пункти: - с. Діброва - с. Веселе - с. Воронівка |

## Склад ради
Рада складалася з 12 депутатів та голови.

## Керівний склад сільської ради
| ПІБ                            | Основні відомості                                                         | Дата обрання | Дата звільнення |
| ------------------------------ | ------------------------------------------------------------------------- | ------------ | --------------- |
| Заулічний Ярослав Євстахійович | Сільський голова, 1951 року народження, освіта                            | 26.03.2006   | 31.10.2010      |
| Павелко Світлана Миколаївна    | Сільський голова, 1959 року народження, освіта вища, член Партії регіонів | 31.10.2010   |                 |

Примітка: таблиця складена за даними джерела